# S̆
La S con breve (Mayúscula: S̆ minúscula: s̆), llamada también S corta, es una letra del alfabeto latino utilizada en determinadas obras lingüísticas. Generalmente se usa como una variante de la 'š', que representa una fricativa postalveolar sorda [ʃ]. Se compone de una S con un breve.

## Uso
La S con breve se utiliza como símbolo fonético para representar una fricativa postalveolar sorda [ʃ], por ejemplo en el Dictionnaire des patois romans de la Moselle de Léon Zéliqzon publicado en 1924.

## Codificación
La S con breve se puede representar en Unicode con los siguientes caracteres:
| forma     | representación | Puntos de código | descripción                 |
| --------- | -------------- | ---------------- | --------------------------- |
| Mayúscula | S̆              | U+0053 U+0306    | Letra mayúscula S con breve |
| minúscula | s̆              | U+0073 U+0306    | Letra minúscula S con breve |